# Secretaría de Estado en los Despachos de Pueblos Indígenas y Afro hondureños
La Secretaría de Estado en los Despachos de Pueblos Indígenas y Afro hondureños es una dependencia del estado hondureño que tiene como función crear mecanismos de rescate a etnias y comunidades indígenas. Alrededor de 600 mil afrodescendientes residen en Honduras, de la cual la Dirección Intercultural de Formación Bilingüe (español-garífuna) se entiende de enseñar y traducir textos tanto del idioma español a las lenguas y viceversa, existen alrededor de 10 mil palabras traducidas y encontradas su significado. Estos afrodescendientes se encuentran registrados en comunidades que se extienden desde Honduras, Belice y Estados Unidos de América.